# Решіткозуб джерельний
Решіткозуб джерельний (Cinclidotus fontinaloides) — вид мохів порядку потіальних (Pottiales).

## Поширення
Батьківщиною є Європа, захід Азії, схід Африки.
Любить вапно і росте в річках на скелях, дереві або коренях дерев у світлих або злегка затінених місцях, які зазвичай затоплюються лише на короткий час і перетікають лише помірно швидко.

## Характеристика
Утворює пухкі, пучкові, темно-зелені або чорно-зелені газони. Рослини виростають приблизно до 10 сантиметрів і мають численні короткі бічні гілки. М'яке листя овально-ланцетної форми, найширше в середині або нижче, до 5 міліметрів завдовжки і 1,5 міліметра завширшки, стоїть вертикально у вологому стані і часто злегка одностороннє, зігнуте в сухому стані. Листова жилка займає приблизно десяту частину ширини листа в середині листа, тягнеться до кінчика листа або короткочасно виступає. Край листа товщиною до шести клітин. Вид дводомний. Спорогони утворюються часто і розташовуються на коротких бічних пагонах. Коробочкові ніжки близько 1 міліметра; коробочки занурені в листя.

## Галерея

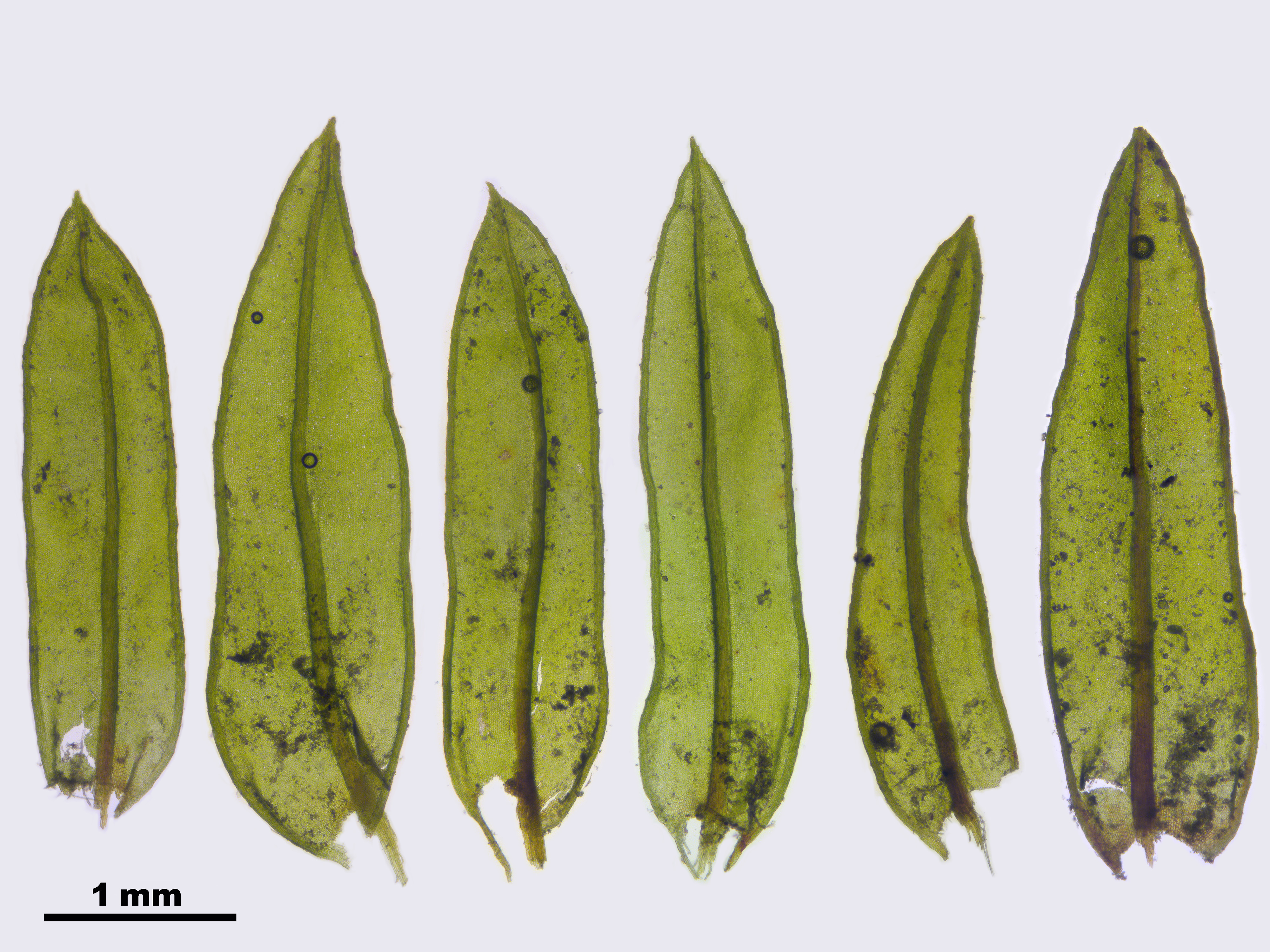
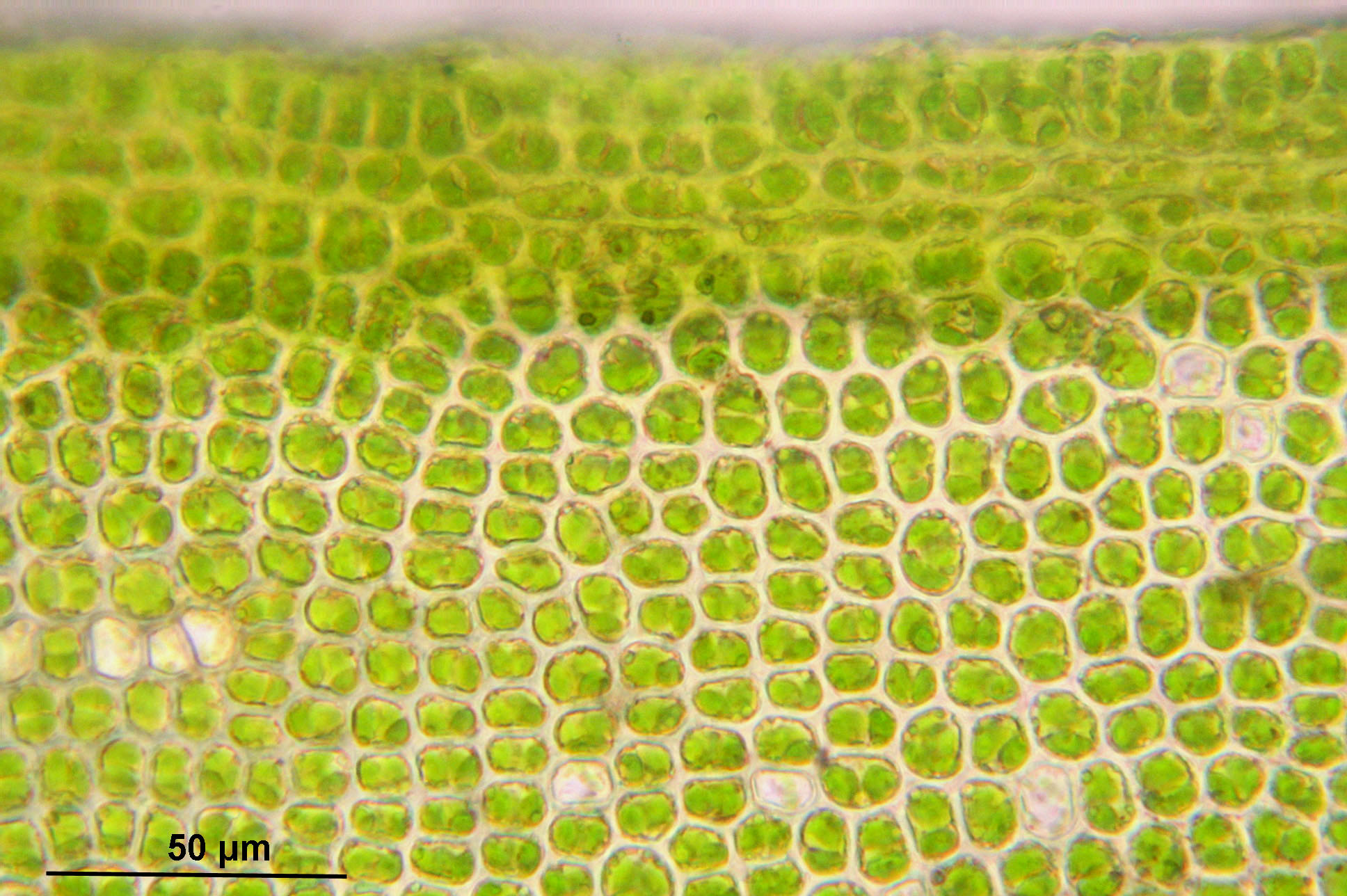